# Pemphigus populiglobuli
Pemphigus populiglobuli är en insektsart som beskrevs av Fitch 1859. Pemphigus populiglobuli ingår i släktet Pemphigus och familjen långrörsbladlöss. Inga underarter finns listade i Catalogue of Life.